# Giorgio Lao
Giorgio Lao K. (Brescia, 9 ottobre 1934) è un artista e pittore italiano.
Nasce a Brescia nel 1934, terzo figlio di Guido Lao e Celeste Sas Kulczycka. Nel 1940 la famiglia si trasferisce a Roma e qui, nel dopoguerra,
frequenta il Liceo artistico. Ha come insegnanti Guttuso, Gentilini, Greco, Montanarini e De Libero.

## Il periodo sudamericano
Trasferitosi in Sud-America, nel 1953 si iscrive alla facoltà di Architettura di Montevideo in Uruguay, che abbandona nel 1955 per lavorare come scenografo e costumista con Florio Parpagnoli al Sodre, il teatro di Stato di Montevideo. Nel contempo lavora in affresco, mosaico, scultura, ceramica. A Montevideo espone presso la Galleria Intiriors (1954), la Galleria Caviglia (1955, la Galleria Moretti (1957) e la Galleria Arte Bella (1959).

Nel 1957 partecipa alla IV Biennale d'Arte Contemporanea di San Paolo in Brasile nel padiglione dell'Uruguay.

## Il ritorno in Italia
Nel 1960 torna  in Italia e realizza la Via Crucis per la Cappella del Nuovo Ospedale di San Giovanni a Roma. L'esecuzione, su grandi tavole, durerà quasi due anni. Tra il 1962 e il 1968 lavora nel cinema come scenografo e realizzatore. Apre quindi un laboratorio di ceramica artistica e comincia a firmarsi Lao K., in onore di sua madre. Realizza inoltre diverse esposizioni.
Nel 1973  si stabilisce a Verona dove espone presso la Galleria San Luca nel 1972 e la Galleria Prisma nel 1975.
Nel 1982, per la chiesa di Cristo Risorto a San Martino Buon Albergo, realizza un grande Crocifisso dipinto su tarsie lignee a vari spessori (utilizzato nel 2024, nella Messa allo Stadio Bentegodi il 18 Maggio, per la visita di Papa Francesco a Verona) e nei due anni seguenti, sempre per la stessa chiesa, dipinge la Madonna dei gigli e il Cristo nel sepolcro.
Dal 1999 al 2001 dipinge per il Visitor's Center delle Cantine Bolla a Pedemonte La Dionisiaca, un grande ciclo pittorico che si sviluppa sui 27 metri del salone.

## La Pieve di Santa Giustina
Dal 2005 al 2007 realizza il Dittico dell'Annunciazione e quello dell'Ultima Cena, due pannelli di grandi dimensioni per la pieve di Santa Giustina a Palazzolo di Sona.